# Transgariep
Le Transgariep est le nom donné à la partie de l'Afrique du Sud située « au-delà » (i.e. au nord) de la Gariep, dans le sud de l'État-Libre. Le terme dérive de l’ancienne appellation du fleuve Orange, appelé Gariep River à l'époque de la colonie du Cap. Une convention similaire a créé le terme de Transvaal (au-delà du Vaal).
La zone considérée est désertique. Habitée à l'origine par les Namas, elle fut peuplée ultérieurement par des Oorlam et des Néerlandais au milieu du xixe siècle.